# 佩斯大学法学院

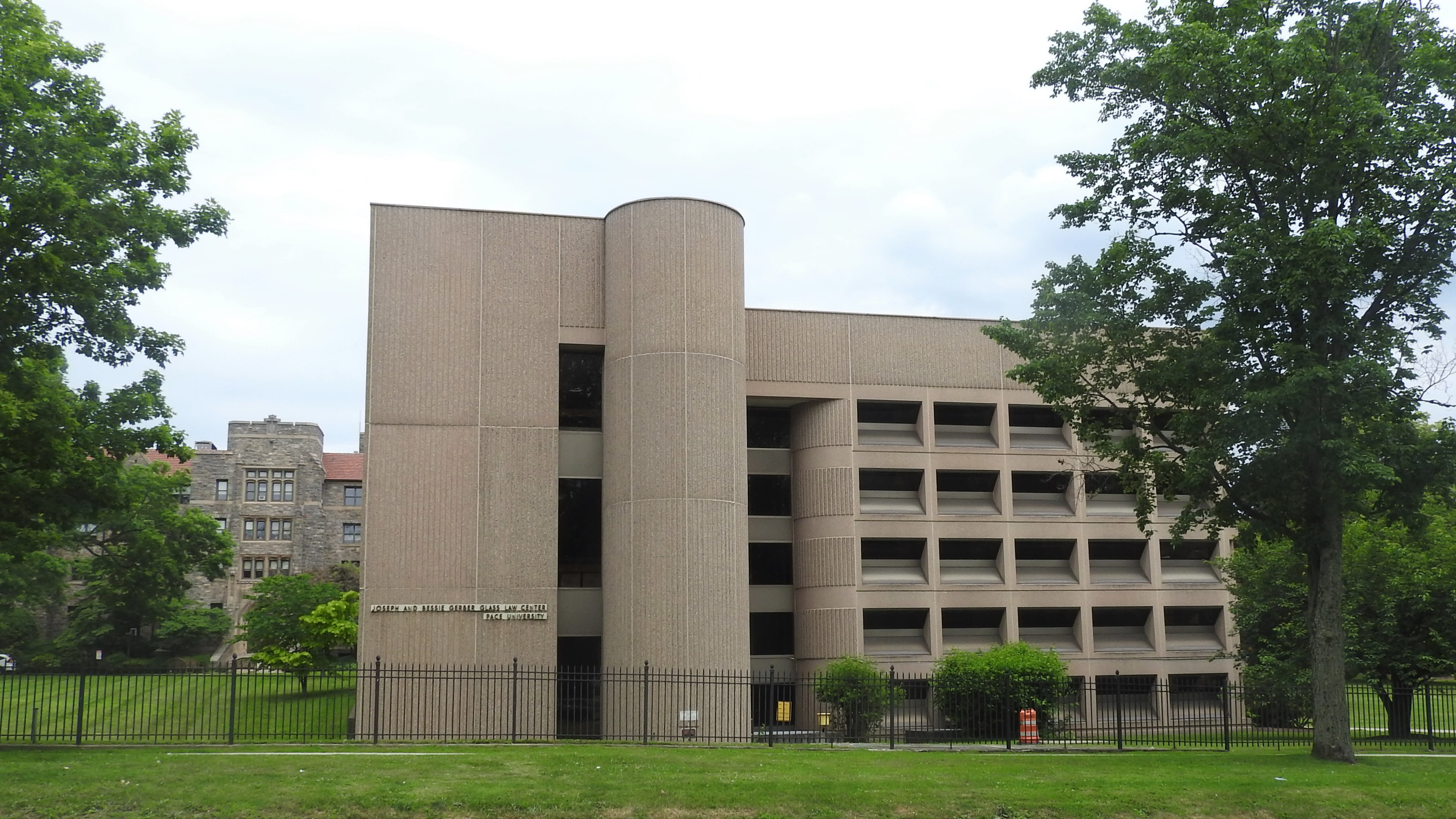
佩斯大学法学院

佩斯大学法学院（Pace University School of Law）是一所自1976年起在美国纽约州白原市创设的法学院，附属于佩斯大学。
该学院在《美国新闻与世界报道》的法学院排名里被评为第117名。 2012年3月，该刊物亦将该学院评为“全美十大毕业生负债最多的法学院”之一，该院每个学生平均负债13.9007万美元。